# 大族坪遗址
大族坪遗址，位于中国甘肃省卓尼县，为一个省级文物保护单位，类型为古遗址。
大族坪遗址的历史年代为新石器时代至青铜时代。